# Boston (Lincolnshire)
Boston è una cittadina di 35 124 abitanti della contea del Lincolnshire, in Inghilterra. Prende il nome da St. Botolph, cui era dedicata una chiesa nei paraggi, da cui il nome di Botolph's stone o Botolph's town.

## Amministrazione

### Gemellaggi
- Laval
- Hakusan
- Boston